# らんだむダンジョン
『らんだむダンジョン』は、はむすたによって制作されたRPGツクールVX製の長編ファンタジーRPG。略称は『らんダン』。2009年10月8日にver.1.00がフリーウェアとして公開され、最新版はver.1.70となっている。ベクターの「人気投票2010 最終決選投票」では521票を獲得し「準グランプリ」として表彰された。ツクールwebのコーナー「名作図書館」では「リリースから6年が経った2015年でも人気の作品」として紹介されている。

## 概要
本作の説明文には「宝箱を漁ったり、強敵を倒したり、倒さなくてもいい強敵を倒したり、キャライベントをこなしたりしながら、最下層にいるボスの撃破なんかを目指すゲーム」とある。かつてはダンジョンを目指す多くの冒険者によって栄えていたが、世界が平和を迎えて以降は過疎化が進んでいた「だんじょん村」の活気を取り戻すため、主人公のアナンタ達が宝を求めてダンジョンの探索を開始するところからストーリーは始まる。
ダンジョン内ではアイテムの入った宝箱がランダムに出現するが、箱の色によってレアアイテムを入手できる確率が異なっている。そして作中に登場する膨大な数のアイテムには逐一詳細な解説文が付されており、「スキあらば読者を笑わせようというネタが仕込んである」「ちょっとした文章で面白がらせるのは、なかなかできるものではない」と評されている。「元ネタは神話からアニメ、ゲーム、小説、SF、果てはネットのスラングまで多種多様」とされ、また「中には複数のアイテムで一連のネタを引っ張っていたり、あるいは複数個の説明を見ることで、本作の裏の設定がおぼろげながら見えてきたりするのも興味深い」とも評されている。
戦闘システムはシンボルエンカウント方式によって発生するコマンド選択式のターン制であり、オートコマンドも用意されている。プレイヤーキャラクターの「オーバードライブゲージ」が満たされると、特別なスキルである「オーバードライブ技」が使用できる。また攻撃の属性や状態異常が戦況を左右するため、装備品の選択が重要となる。なおパーティが全滅するとダンジョンの入り口に戻されるもののペナルティはない。
だんじょん村の公民館では、プレイヤーの所持金に応じて「提案」を実行することができる。また投資によって村の発展が進むと、プレイヤーが利用できる施設も増えてゆく。

## 登場人物

### 主人公パーティ
アナンタ
主人公の女戦士。幼い頃に先代の村長に拾われて「だんじょん村」で育つ。カナヅチ妖精曰く二の腕はぷにぷにしている。非常に体が丈夫で、階段から落ちてもちょっとした打撲ですむ。人の名前を覚えるのが苦手らしく、アナンタとベネットが初めて出会った次の日に、ベネットのことをベネズエラさんと呼んでいた。ちびっ子潜水チャンピオンだったことがある。なお、作中のアイテム詳細説明文はアナンタが書いているという設定。年に五回あるかないかの確率で頭にキノコが生える。
シズナ
アナンタの友人。天然ボケな性格の女性。自称プリースト。道具屋を営んでいる姉がいる。ブロンドのロングヘアーで青い目。かわいい物が大好きでクマのぬいぐるみなどを大事にしているが、独特のセンスを持ち、ダンジョンにあった信楽焼きのタヌキの置物を拾っている。黒いカチューシャをつけている。水色のワンピースに白いエプロンドレスをつけている。
ベネット
アナンタの友人。トリックスターの女性。クールな性格でツッコミ役。アナンタからは「ベネっち」と呼ばれている。名前は母親の旧姓から付けられたものである。冒険者になる前は狩りをして暮らしていたため、弓や鞭系統の武器なども扱う。星座は乙女座である。ちびっ子遠泳女子の部三年連続優勝していたことがあった。味噌汁に胡椒をかけて飲む。「～よ」「～ね」などの女性的な口調と「～だろ」「～のか」などの男性的な口調を併用する。紅茶をよく飲んでいる。
アイ
途中から主人公パーティに加わる少女。青い髪に青い目。ユキメという種族で氷や冷気属性の魔法などを使う。年齢は明らかになっていないが、裏ダンジョンの宿屋イベント、「羊ハードモード」の内容から12歳未満であると考えられる。ユキチャンの贈り物というホワイトチョコ菓子が大好物。また、アナンタ達と天丼を食べてからは、エビフライも大好物になった。

### だんじょん村の人々
レイチェル
だんじょん村の畑で野菜を育てている。隣村のブロッコリー村の出身。アナンタのことを「ご主人様」と呼ぶため、アナンタは呼称の変更を何度か提案している。緑色の髪をサイドテールにしている。閉所恐怖症である。笑いのツボが非常に浅い。
カナヅチ妖精
だんじょん村で合成屋を営んでいる妖精。黄色い髪。温泉イベントを熱望している。セクハラ好き。
アイマン
だんじょん村でくじ引き屋を営んでいる男性。紫色の帽子をかぶり、眼鏡をかけている。存在感が薄いことを気にしている。
ガイウス
だんじょん村でハンターオフィスを営んでいる男性。緑色の長髪である。かつて冒険者だった。美人に弱い。
シズナ姉
前述のシズナの姉である。本名は明らかになっていない。眼鏡をかけた聡明な女性。裏ダンジョンの宿屋イベント「空高くアナンタは舞う？」で「あの時……なんであいつはユミちゃんを選んだのかしらね……。」と発言しており、過去の複雑な恋愛事情がうかがえる。

### 表ダンジョンの登場人物
ラルフ
アナンタ達の友人の冒険者。アナンタ達からは主にラルフ君と呼ばれている。
アデライーデ
アナンタ達の友人の冒険者。当初はアナンタ達に冷たく接していたものの、しだいにアナンタ達に好意的になるなど、俗にいうツンデレである。魔法使いであり、主に水属性の魔法を扱う。
女神オブダンジョン
ダンジョンの女神様。女神園に通っている。緑色の髪をツインテールにしている。お菓子や甘いものが大好き。

### 裏ダンジョンの登場人物
ラヴァーズ
愛の女神。他の女神との親睦を深め、女神としての自覚と成長を促すための施設、女神園の先生でもある。天界の合成獣計画に参加していた。
カンヘル
天界の合成獣計画により、作られた合成獣。登場時はラヴァーズの宮殿で、図書室から先へとアナンタ達を進ませないための門番をしていた。両手に竜の爪の影響が色濃く出ているため、服を着るのが困難。そのため、白いエプロンを着用している。
マオ
元は六魔の一角である魔王だった。実年齢0歳と3か月。赤い目と赤い髪の少女。一人称はわし。黒い服を着ている。

### Pワールドの登場人物
セドナ（アオボシ）
冬の女神。厳密にいえば初登場は裏ダンジョンでボスとして。その時は自らをアオボシと名乗り女神であることを隠していた。かつて四季戦争で敗北し、右目と両腕を失う。しかし、右腕はアナンタ達によって見つけられた。Pワールドでは春の女神プリマヴェラの春の城を攻め、プリマヴェラを拉致。氷の中に閉じ込めた。

## 用語
合成獣計画
かつて天界によって進められていた計画。自ら達の進化に行き詰った神達が新しい進化の可能性を模索する目的で始まったが、失敗に終わった。アナンタやカンヘル、女神オブダンジョン達は人の器にアナンタ竜の魂を入れたものをベースにしている。アナンタ以後の個体には愛の女神ラヴァーズが参加したため、愛が組み込まれている。
四季戦争
春の女神プリマヴェラ、夏の女神サーマ、秋の女神対冬の女神セドナによって繰り広げられた戦い。秋の女神は四季戦争後にデイジーに交代したため、現在の秋の女神デイジーはこの戦争に関係ない。
六魔
らんだむダンジョンの世界における魔物６匹をまとめて呼んだ名前。悪竜（アジ・ダハーカ）、魔王、九尾、水王（現在はクラーケン、その以前はダゴン）、地竜、古狼による構成。アナンタ達によってすべて倒された。

## 制作背景
RPGツクールXP製のゲームである『吸血少女』をプレイしたことがきっかけでRPGツクールVXを購入したところ、素材がとても充実していたため「モチベーションが刺激され」て制作を開始したが、当時は長編RPGを作るつもりはまったくなかったと作者はむすたは述べている。
ゲームにおけるアイテム解説や「ランダム宝箱」が好きであったため、そういった要素を取り入れた作品になったという。またランダムに宝箱を出現させるというシステムは、大量に作成したアイテムをすべて登場させるために考案したとされる。制作の際に苦労した点として、「途中で圧縮できなくなったり、データベースの上限に引っかかったり、ほかにもいろいろとVXの仕様に躓いた」が「むしろ公開後のバグ修正などが、思っていた以上に大変」であったと述べている。
影響を受けた作品としてメタルマックスシリーズや、RPGツクール2000製のゲームである『Nepheshel』および『イストワール』をあげている。開発当初は特に自身の好きな『イストワール』のような作品を目指していたという。

## 評価
4Gamer.netのレビュー記事では、「アイテムそれぞれの特性をうまく組み合わせ、能力強化、弱体化、状態異常などを使いこなして強敵に立ち向かうという戦闘バランスは秀逸」「本作の最も特徴的かつ魅力的な部分である、おとぼけノリの強いシナリオやパロディを多用したテキストなどは、流通に乗せることを前提に作られた市販タイトルでは表現しづらい」「純粋にRPGがしたい人でも満足できるだろう」と評されている。なお4Gamer.netの年間ランキングにおいて、この『らんだむダンジョン』の記事は第5位となっている。
ベクターの「新着ソフトレビュー」では、「テンポのよい敵とのバトルや中毒性の高いアイテム収集以外にも見どころ満載の良作」「キャラクタ同士の掛け合いも魅力的」と評価されている。
窓の杜のコーナー「週末ゲーム」では、アイテムのほか戦闘システムやイベントなど「本当に驚くほど多彩な面白さが詰まっている」「面白いと素直にオススメできる、完成度の高いゲーム」と評されている。また「週末ゲーム第500回特別企画」においても「非常にインパクトの強かったゲーム」の一つとして『らんだむダンジョン』が紹介されている。
Crowdrive Gamesでは、「やりこみ系フリーゲーム」や「おすすめRPGフリーゲーム」の一つとして紹介され、「アイテム集めだけでなく、ギャグテイストの雰囲気も楽しいゲーム」と評されている。
ツクールwebのコーナー「名作図書館」では、「三人組が織りなすとぼけた会話と、練られたストーリー、絶妙な戦闘バランス」による「時間泥棒のヤリコミ系」作品として紹介されている。